# Kunraderbreuk
De Kunraderbreuk is een breuklijn in Nederlands Zuid-Limburg.
De breuk is vernoemd naar het dorp Kunrade.
Ten noordoosten van de Kunraderbreuk ligt de Benzenraderbreuk die grofweg parallel ligt. In het verlengde van de Kunraderbreuk begint drie kilometer naar het noordwesten de Elsloobreuk.

## Ligging
De breuk loopt noordwest-zuidoost van de omgeving Schimmert tot voorbij Kunrade over het Centraal Plateau en het Plateau van Ubachsberg. Tussen Kunrade en Klimmen is zij duidelijk zichtbaar in de vorm van een steile hoge hellingrand. Ten zuiden van deze breuk begint het land van kalk dat bestaat uit steile hellingen met droogdalen.
De Kunraderbreuk vormt aan de zuidzijde van de laagte van het Bekken van Heerlen een duidelijke grens met het veel hoger gelegen Plateau van Ubachsberg. De Kunraderbreuk begrensd aan de noordzijde de heuvels Kunderberg en Putberg, evenals het Droogdal van Kunrade en het Droogdal de Dael.

## Geologie
Ten noorden van de Kunraderbreuk ligt de Kunrader kalksteen ongeveer zestig meter lager dan aan de zuidzijde van de breuk. Als gevolg van de breuk ligt er op verschillende plekken een steilrand in het landschap. Terwijl ten noorden van de breuk afzettingen van de Formatie van Tongeren uit het Tertiair (dicht) aan het oppervlak liggen, ligt er ten zuiden van de breuk Kunrader kalksteen uit de Formatie van Maastricht (Krijt) (dicht) aan het oppervlak. Deze kalksteen werd in verschillende groeves nabij de steilrand ontgonnen, waaronder de Groeve Moonen, Groeve Midweg, Kunradersteengroeve en de Groeve Kunderberg.